# Konopki Wielkie (stacja kolejowa)
Konopki Wielkie – zlikwidowana stacja kolejowa w Konopkach Wielkich na linii kolejowej Giżycko – Orzysz, w powiecie giżyckim, w województwie warmińsko-mazurskim, w Polsce.